# Odontanthias katayamai
Odontanthias katayamai är en fiskart som först beskrevs av Randall, Maugé och Plessis, 1979.  Odontanthias katayamai ingår i släktet Odontanthias och familjen havsabborrfiskar. Inga underarter finns listade i Catalogue of Life.